# Гельмут Плор
Гельмут Плор (нім. Helmut Plohr; 2 грудня 1913, Білефельд — 31 травня 1993) — німецький офіцер-підводник, оберлейтенант-цур-зее крігсмаріне.

## Біографія
В 1933 році вступив на флот. З жовтня 1940 року — старший штурман на підводному човні U-145, з березня 1941 по травень 1943 року — U-371. В квітні 1944 року переданий в розпорядження 22-ї флотилії. З 15 травня 1944 по 5 травня 1945 року — командир U-149.

## Звання
- Лейтенант-цур-зее (1 жовтня 1943)
- Оберлейтенант-цур-зее (1 жовтня 1944)